# Embriogénesis vegetal

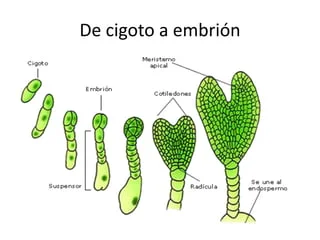
Proceso de embriógenesis

La embriogénesis vegetal es el conjunto de procesos fisiológicos que conducen a la transformación de una sola célula, el cigoto, en un individuo multicelular más complejo, el embrión, contenido en la semilla madura. Requiere de fina regulación de multitud de elementos de desarrollo que conducen a la elaboración de morfologías básicas (morfogénesis), el establecimiento de estructuras funcionalmente organizadas (organogénesis) y la diferenciación tisular. Además, debe generar las estructuras elementales de crecimiento activo en los sistemas modulares que son las plantas, esto es, los meristemos, así como las funciones necesarias para la ulterior supervivencia del embrión, como son la quiescencia y la germinación.
Durante la embriogénesis la planta tiene que superar varias etapas. Una es establecer el plan corporal básico del esporófito, el cual es reestructurado cuando se rompe la dormancia. Para establecer este plan, inicialmente se dan divisiones radiales que forman tres sistemas tisulares básicos, el dermal, el basal y el vascular. Luego se procede a las divisiones axiales que forman el eje apical (tallo)-basal(raíz). Lo segundo es reservar tejido meristemático para la formación de estructuras postembrionarias y, por último, debe establecer las reservas alimenticias para el embrión hasta que se vuelva autótrofo.

## Divisiones del cigoto
Las algas pardas son un sistema modelo que se utiliza porque a diferencia de las angiospermas tiene fertilización externa y no cuenta con las múltiples capas de tejido. Con la primera división asimétrica del embrión de las algas pardas se establece la polaridad, esta división produce una célula más pequeña que forma el rizoide que es el homólogo a la raíz y es la estructura que ancla el resto de la planta, la otra célula es más grande y genera el tallus que es el cuerpo principal del esporófito. El punto de entrada del esperma establece la polaridad de la planta, por lo tanto esta entrada fija dónde será el rizoide terminal del eje apical-basal, el cual es perpendicular al plano de la primera división de la planta. La F-Auxina se acumula en el rizoide terminal. Sin embargo, la fijación de la polaridad puede ser anulada por la gravedad o la luz, estímulo que establecería una nueva posición para la división celular. Después del establecimiento de la polaridad, vesículas secretoras se mueven hacia el rizoide terminal del cigoto, las cuales contienen material para que el rizoide se comience a desarrollar y se forme una pared celular con una composición diferente de macromoléculas. Mantener la polaridad original depende de información en la pared celular.
En angiospermas, el establecimiento del plan corporal también comienza con una división asimétrica. La primera división da lugar a una célula basal y una terminal, la célula terminal da lugar al embrión y la célula basal, que es la que se forma más cerca del micrópilo, da origen al suspensor, el cual servirá como conducto de nutrientes. La hipófisis se da en la interfase entre el suspensor y el embrión.
Como organismo modelo los fisiólogos vegetales han empleado a la pequeña crucífera Arabidopsis thaliana, cuya embriogénesis ha sido profusamente estudiada y compartimentalizada en estadios conceptuales:
1. Estado de cigoto. Inicial, es el resultado de la fusión de la oósfera con uno de los núcleos generativos del grano de polen.
2. Estado globular. Estado de ocho células generadas tras la primera división cigótica asimétrica.
3. Estado cordiforme. Aquel donde se diferencian dos lugares de división activa, lo que serán los futuros cotiledones.
4. Estado torpedo. Debido a la elongación celular en el eje longitudinal del embrión y por expansión de los cotiledones.
5. Estado maduro. Tras la pérdida de agua e iniciación de un estado quiescente.

## Establecimiento del meristema
El meristema apical del tallo y el meristema apical de la raíz son cúmulos de células madre que continúan en la planta postembrionaria y dan lugar a la mayoría del cuerpo del esporófito. El meristema de la raíz se origina parcialmente de la hipófisis en algunas especies. El resto de las estructuras del esporófito se originan del embrión.  Evidencia genética ha demostrado que la formación del meristema de la raíz y del tallo son regulados de manera independiente.

## Genética de la embriogénesis
Si bien la morfología del embrión vegetal es notablemente simple, el sustento molecular que lo permite es complejo. La expresión genética en embriones es amplia: se ha estimado que los RNAs embrionarios de Nicotiana tabacum, la planta de tabaco, es de unos 20.000 genes un número equivalente al expresado en tejidos diferenciados como son hojas o anteras. No obstante, se ha estudiado qué genes se expresan de mayor medida durante la embriogénesis, y corresponden a los codificantes para proteínas de almacenamiento de la semilla. No obstante, existe, evidentemente, una expresión diferencial temporal y espacialmente durante el desarrollo del embrión, que generan, por ejemplo, la polaridad en el desarrollo.